# Лиханов, Василий Алексеевич
Василий Алексеевич Лиханов (1905—1978) — забойщик шахты им. Димитрова.

## Биография
Родился в 1905 году в селе Хомутинка Омской области.
Трудовую деятельность начал в 1932 году на шахте имени Димитрова. Работал забойщиком. В 1941 году ушёл на фронт. Весной 1946 года вернулся на шахту имени Димитрова, где и проработал до выхода на пенсию.

## Награды
- В 1948 году за выдающиеся успехи в деле увеличения добычи угля, восстановления и строительства угольных шахт и внедрения передовых методов работы, обеспечивших значительный рост производительности труда, Лиханову Василию Алексеевичу было присвоено звание Героя Социалистического Труда.
- Ордена Ленина, Трудового Красного Знамени, медали «За доблестный труд» и «За трудовую доблесть».
- Почётный шахтёр РСФСР.